# Luca Kozák
Luca Kozák (ur. 1 czerwca 1996 w Debreczynie) – węgierska lekkoatletka specjalizująca się w biegach płotkarskich.
W 2013 była siódma na mistrzostwach świata juniorów młodszych, a rok później osiągnęła półfinał juniorskich mistrzostw świata w Eugene. Wicemistrzyni Europy juniorek z Eskilstuny (2015). W 2016 bez awansu do finału startowała na halowych mistrzostwach świata w Portland oraz europejskim czempionacie w Amsterdamie. W 2017 zdobyła brązowy medal młodzieżowego czempionatu Europy. W tym samym roku odpadła w eliminacjach biegu płotkarskiego podczas mistrzostw świata w Londynie, a także wywalczyła brązowy medal na uniwersjadzie.
Medalistka mistrzostw Węgier oraz reprezentantka kraju na drużynowych mistrzostwach Europy.
Rekordy życiowe: bieg na 60 metrów przez płotki (hala) – 7,92 (27 lutego 2022, Nyíregyháza); bieg na 100 metrów przez płotki – 12,69 (21 sierpnia 2022, Monachium). Obydwa rezultaty Kozák są aktualnymi rekordami Węgier.

## Osiągnięcia
| Rok  | Impreza                                  | Miejsce    | Konkurencja                | Lokata      | Wynik  |
| ---- | ---------------------------------------- | ---------- | -------------------------- | ----------- | ------ |
| 2013 | Mistrzostwa świata juniorów młodszych    | Donieck    | bieg na 100 m przez płotki | 7. miejsce  | 13,62  |
| 2014 | I liga drużynowych mistrzostw Europy     | Tallinn    | bieg na 100 m przez płotki | 12. miejsce | 12,06w |
| 2014 | Mistrzostwa świata juniorów              | Eugene     | bieg na 100 m przez płotki | półfinał    | 13,58w |
| 2015 | Mistrzostwa Europy juniorów              | Eskilstuna | bieg na 100 m przez płotki | 2. miejsce  | 13,20w |
| 2016 | Halowe mistrzostwa świata                | Portland   | bieg na 60 m przez płotki  | eliminacje  | 8,46   |
| 2016 | Mistrzostwa Europy                       | Amsterdam  | bieg na 100 m przez płotki | eliminacje  | 13,30  |
| 2017 | Halowe mistrzostwa Europy                | Belgrad    | bieg na 60 m przez płotki  | półfinał    | 8,27   |
| 2017 | Młodzieżowe mistrzostwa Europy           | Bydgoszcz  | bieg na 100 m przez płotki | 3. miejsce  | 13,06w |
| 2017 | Młodzieżowe mistrzostwa Europy           | Bydgoszcz  | sztafeta 4 × 100 m         | 6. miejsce  | 45,03  |
| 2017 | Mistrzostwa świata                       | Londyn     | bieg na 100 m przez płotki | eliminacje  | 13,17  |
| 2017 | Uniwersjada                              | Tajpej     | bieg na 100 m przez płotki | 3. miejsce  | 13,19  |
| 2018 | Halowe mistrzostwa świata                | Birmingham | bieg na 60 m przez płotki  | półfinał    | 8,24   |
| 2018 | Mistrzostwa Europy                       | Berlin     | bieg na 100 m przez płotki | półfinał    | 12,96  |
| 2018 | Mistrzostwa Europy                       | Berlin     | sztafeta 4 × 100 m         | eliminacje  | 44,15  |
| 2019 | Halowe mistrzostwa Europy                | Glasgow    | bieg na 60 m przez płotki  | finał       | DNS    |
| 2019 | I liga drużynowych mistrzostw Europy     | Sandnes    | bieg na 100 m przez płotki | 3. miejsce  | 13,20  |
| 2019 | I liga drużynowych mistrzostw Europy     | Sandnes    | sztafeta 4 × 100 m         | 2. miejsce  | 44,73  |
| 2019 | Mistrzostwa świata                       | Doha       | bieg na 100 m przez płotki | półfinał    | 12,87  |
| 2021 | Halowe mistrzostwa Europy                | Toruń      | bieg na 60 m przez płotki  | 8. miejsce  | 8,01   |
| 2021 | Igrzyska olimpijskie                     | Tokio      | bieg na 100 m przez płotki | półfinał    | DNF    |
| 2022 | Halowe mistrzostwa świata                | Belgrad    | bieg na 60 m przez płotki  | eliminacje  | DNS    |
| 2022 | Mistrzostwa Europy                       | Monachium  | bieg na 100 m przez płotki | 2. miejsce  | 12,69  |
| 2023 | II dywizja drużynowych mistrzostw Europy | Chorzów    | bieg na 100 m przez płotki | 1. miejsce  | 12,89  |
| 2023 | Mistrzostwa świata                       | Budapeszt  | bieg na 100 m przez płotki | półfinał    | 12,73  |
| 2024 | Halowe mistrzostwa świata                | Glasgow    | bieg na 60 m przez płotki  | 8. miejsce  | 8,01   |
| 2024 | Mistrzostwa Europy                       | Rzym       | bieg na 100 m przez płotki | półfinał    | 13,01  |
| 2024 | Igrzyska olimpijskie                     | Paryż      | bieg na 100 m przez płotki | repasaże    | 12,96  |
| 2025 | Halowe mistrzostwa Europy                | Apeldoorn  | bieg na 60 m przez płotki  | –           | DNF    |
| 2025 | I dywizja drużynowych mistrzostw Europy  | Madryt     | bieg na 100 m przez płotki | 5. miejsce  | 12,80w |